# Alfred L. Bulwinkle

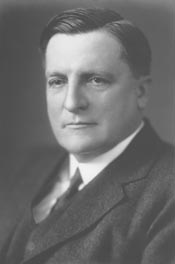
Alfred L. Bulwinkle

Alfred Lee Bulwinkle (* 21. April 1883 in Charleston, South Carolina; † 31. August 1950 in Gastonia, North Carolina) war ein US-amerikanischer Politiker. Zwischen 1921 und 1950 vertrat er zwei Mal den Bundesstaat North Carolina im US-Repräsentantenhaus.

## Leben
Im Jahr 1891 kam Alfred Bulwinkle mit seinen Eltern nach Dallas in North Carolina, wo er die öffentlichen Schulen besuchte. Nach einem anschließenden Jurastudium an der University of North Carolina in Chapel Hill und seiner 1904 erfolgten Zulassung als Rechtsanwalt begann er in Dallas in diesem Beruf zu arbeiten. Zwischen 1913 und 1916 fungierte er als Staatsanwalt am städtischen Gericht in Gastonia. Von 1909 bis 1917 war er Hauptmann in der Nationalgarde seines Staates. Dabei wurde er in den Jahren 1916 und 1917 im Auftrag der Bundesregierung an die mexikanische Grenze beordert, wo es zu Konflikten kam. Während des Ersten Weltkrieges war er als Major der US Army in Europa eingesetzt.
Politisch war Bulwinkle Mitglied der Demokratischen Partei. Bei den Kongresswahlen des Jahres 1920 wurde er im neunten Wahlbezirk von North Carolina in das US-Repräsentantenhaus in Washington, D.C. gewählt, wo er am 4. März 1921 die Nachfolge von Clyde R. Hoey antrat. Nach drei Wiederwahlen konnte er bis zum 3. März 1929 vier Legislaturperioden im Kongress absolvieren. Im Jahr 1928 unterlag er dem Republikaner Charles A. Jonas.
Bei den Wahlen des Jahres 1930 wurde Bulwinkle erneut im neunten Distrikt in den Kongress gewählt, wo er am 4. März 1931 Jonas wieder ablöste. Da er bei allen folgenden Wahlen bestätigt wurde, konnte er bis zu seinem Tod am 31. August 1950 im Kongress verbleiben. In diese Zeit fielen die New-Deal-Gesetze der Bundesregierung und der Zweite Weltkrieg sowie dessen Folgen. Von 1939 bis 1941 war Bulwinke Vorsitzender des Committee on Memorials. Im Jahr 1944 war er Delegierter auf einer internationalen Flugkonferenz in Chicago; 1947 war er Berater der zivilen Luftfahrtbehörde in Montreal und Genf. Alfred Bulwinkle starb am 31. August 1950 in Gastonia.